# Stantonia nigristernum
Stantonia nigristernum är en stekelart som beskrevs av Van Achterberg 1987. Stantonia nigristernum ingår i släktet Stantonia och familjen bracksteklar. Inga underarter finns listade i Catalogue of Life.